# Ресовія (волейбольний клуб)
«Ресовія» Ряшів (пол. Asseco Resovia Rzeszów) — чоловічий волейбольний клуб із Ряшева, нині Польща. Заснований у 1905 році. Виступає в Польській волейбольній лізі (Плюс Ліга). П'ятий польський клуб, що виграв євротурнір — Кубок ЄКВ (2024).

## Досягнення
- чемпіон Польщі (7): 1971, 1972, 1974, 1975, 2012, 2013, 2015,
- володар Кубка ЄКВ (1): 2024,
- володар Кубка Польщі (3): 1975, 1983, 1987,
- фіналіст Кубка чемпіонів ЄКВ (1): 1973,
- срібний призер Ліги чемпіонів ЄКВ (1): 2015,
- бронзовий призер Кубка володарів кубків ЄКВ (1): 1974

## Відомі гравці
- Ґеорґ Ґрозер
- /[1] Елвісс Крастіньш[2]
- Бартош Курек
- Маріуш Сордиль
- Ян Сух
- Тімо Таммемаа
- Йохен Шепс
- Бартелемі Шиненьєзе

## Тренери
- Ян Сух
- Анджей Коваль
- Любомир Травиця
- Ґеорґе Крецу
- Альберто Джуліані
- Марсело Мендес
- Джампаоло Медеї